# LÉ Banba
La LÉ Banba (CM11) fu una dragamine della classe Ton che operò, chiamandosi HMS Alverton (M1104), con la Royal Navy e poi col Seirbhís Chabhlaigh na hÉireann. Il suo nome in gaelico è in onore di Banba, leggendaria regina dei Túatha Dé Danann e nome poetico dell'Irlanda.
La Alverton fu costruita dalla John I. Thornycroft & Company, a Southampton, in Inghilterra. La nave venne varata il 24 marzo 1954 e dopo diciassette anni di servizio fu venduta al Seirbhís Chabhlaigh. La nave fu consegnata il 22 febbraio 1971 e il giorno seguente, a Gibilterra, fu denominata Banba dal tenente in comando Deasy. Originariamente il nome doveva essere apposto a una delle corvette della classe Flower acquistate negli anni quaranta ma l'arrivo di sole tre navi sulle sei ordinate fece mettere da parte il nome.
La Banba operò nel Mediterraneo occidentale assieme alla LÉ Fola. Completarono così tutti i test e iniziarono a tutti gli effetti il proprio servizio. Il 20 marzo le navi lasciarono il mar Mediterraneo per fare ritorno in Irlanda anche se una forte tempesta le costrinse a riparare a Lisbona. Il 29 marzo 1971 si unirono alla flotta.
Nel 1984 fu venduta ad una società spagnola per la demolizione, iniziata dopo trent'anni di servizio.